# Sions Priorat
Sions Priorat (fransk: Prieuré de Sion) har siden 1956 været med i mange konspirationsteorier og pseudohistoriske værker; mest kendt er romanen Da Vinci Mysteriet. Prioratet er karakteriseret som alt lige fra det vigtigste led i et skjult samfund i Vestens historie til en forening af moderne rosenkreutzere: Den er lavet af franskmanden Pierre Plantard. Beviserne for prioratets gloriøse fortid er ikke anerkendt af historikere. 

## Historie

### Det første Priorat
Pierre Plantard påstod, at det oprindelige Prioratus Sionis (= "Sions priorat") var en katolsk munkeorden mellem ca. 1100 og 1617, da den blev nedlagt og dens værdier overtaget af Jesuiterordenen. I den katolske kirke bruges udtrykket "priorat" om selvstyrende klostre, som ikke har en abbed.

### Det moderne Sions Priorat
Sions Priorat er en organisation fra 1956 i den franske by Annemasse. Alle klubber skal ifølge fransk lov registreres. Det skete ved underpræfekturet Saint Julien-en-Genevois den 5. maj 1956. Den 20. juli samme år blev registreringen offentliggjort i Journal Officiel de la République Française. Grundlæggere var Pierre Plantard ("Chyren"), André Bonhomme ("Stanis Bellas"), Jean Delaval, og Armand Defago. Formålet var "Études et entraide des membres" ("uddannelse og fælles hjælp til medlemmerne"). Ideen siges at være Plantards, men André Bonhomme blev formand. Valget af navnet 'Sion' skyldtes en populær turistattraktion 'Mont Sion' lidt syd for Annemasse .

### Kendte Stormestre
Pierre Plantard påstod, at følgende havde været stormestre for ordenen:
Jean de Gisors (1188–1220)
Marie de Saint-Clair (1220–1266) 
Guillaume de Gisors (1266–1307) 
Edouard de Bar (1307–1336) 
Jeanne de Bar (1336–1351) 
Jean de Saint-Clair (1351–1366) 
Blanche d'Evreux (1366–1398) 
Nicolas Flamel (1398–1418) 
René d'Anjou (1418–1480) 
Iolande de Bar (1480–1483) 
Sandro Filipepi (1483–1510) 
Leonardo Da Vinci (1510–1519) 
Connétable de Bourbon (1519–1527) 
Ferdinand de Gonzague (1527–1575) 
Louis de Nevers (1575–1595) 
Robert Fludd (1595–1637) 
J. Valentin Andrea (1637–1654) 
Robert Boyle (1654–1691) 
Sir Isaac Newton (1691–1727) 
Charles Radclyffe (1727–1746) 
Charles de Lorraine (1746–1780) 
Maximilian de Lorraine (1780–1801) 
Charles Nodier (1801–1844) 
Victor Hugo (1844–1885) 
Claude Debussy (1885–1918) 
Jean Cocteau (1918–1963)

## Note
1. ↑  Catholic encyclopedia: Artikel om "Priory"